# Lucanidae
I  Lucanidi (Lucanidae Latreille, 1804) sono una famiglia di coleotteri della superfamiglia Scarabaeoidea, diffusa in tutto il mondo con oltre 1200 specie.

## Morfologia

### Adulto
I Lucanidi sono caratterizzati da antenne genicolate, cioè con uno scapo molto allungato e un funicolo che si piega "a ginocchio" rispetto allo scapo. Le antenne presentano poi una clava lamellata (come tutti gli Scarabaeoidea) di 3-7 articoli.

I Lucanidi sono noti a tutti per aver mandibole estremamente sviluppate, soprattutto nei maschi. Gli esemplari maggiori della sottofamiglia Lucaninae presentano inoltre uno sviluppo delle mandibole non proporzionale alla loro taglia, ma allometrico, così che i maschi minori si discostano poco dalle femmine, mentre i maggiori hanno mandibole che possono arrivare a occupare la metà della lunghezza totale dell'insetto.

Alcune gruppi più primitivi hanno mandibole pressoché normali, mentre altre tribù (Synodendronini) hanno sviluppato delle corna cefaliche come quelle degli Scarabeidi Dinastini o Coprini.

### Larva
Le larve dei lucanidi sono di tipo melolontoide, cioè a forma di "C", con capo sclerificato e zampe sviluppate sclerificate. Si differenziano da quelle degli scarabeidi per l'assenza di pieghe addominali.

## Distribuzione e habitat
I Lucanidi sono concentrati specialmente in Africa e in Asia orientale e solo poche specie risiedono in Sud America, dove la famiglia è in gran parte sostituita dai Passalidi.
La maggioranza delle specie (85%) risiede nella fascia intertropicale.

## Sistematica
I Lucanidi sono stati suddivisi da diversi autori in un numero di sottofamiglie variabile da 7 (Parry, 1864) a 10 (Didier & Séguy, 1953).
Una recente revisione (Bouchard, 2011)  riconosce le seguenti sottofamiglie:
- Protolucaninae Nikolajev, 2007 †

- Aesalinae MacLeay, 1819

- Ceruchitinae Nikolajev, 2006 †

- Syndesinae MacLeay, 1819

- Lampriminae MacLeay, 1819

- Lucaninae MacLeay, 1819

- Paralucaninae Nikolajev, 2000

### Specie in Italia
L'Italia, come tutte le regioni temperate, presenta una fauna estremamente povera di Lucanidi, comprendendo soltanto 6 generi e 9 specie.
- Aesalus Fabricius, 1801
  - Aesalus scarabaeoides scarabaeoides (Panzer, 1794)
  - Aesalus scarabaeoides meridionalis Bartolozzi, 1989
- Ceruchus Macleay, 1819
  - Ceruchus chrysomelinus (Hochenwart, 1785)
- Sinodendron Hellwig, 1792
  - Sinodendron cylindricum (Linnaeus, 1758)
- Platycerus Geoffroy, 1762
  - Platycerus caraboides (Linnaeus, 1758)
  - Platycerus caprea (DeGeer, 1774)
- Dorcus Macleay, 1819
  - Dorcus parallelipipedus (Linnaeus, 1758)
  - Dorcus musimon Gené, 1836
- Lucanus Scopoli, 1763
  - Lucanus cervus (Linnaeus, 1758)
  - Lucanus tetraodon Thunberg, 1806

### Alcune specie

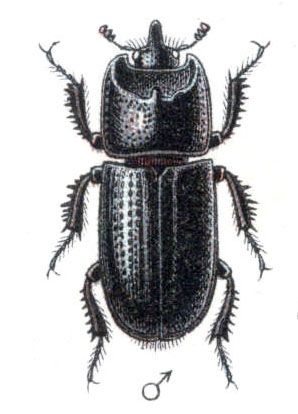
Sinodendron cylindricum (Linnaeus, 1758) ♂
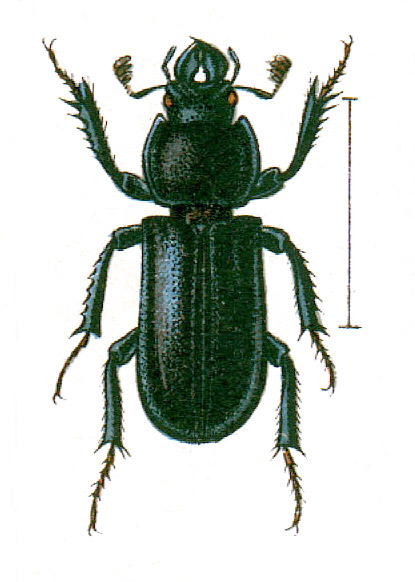
Platycerus caraboides (Linnaeus, 1758) ♂
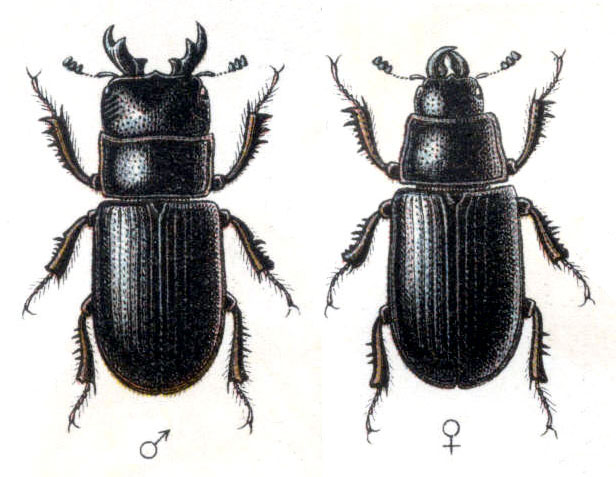
Ceruchus chrysomelinus (Hochenwart, 1785) coppia
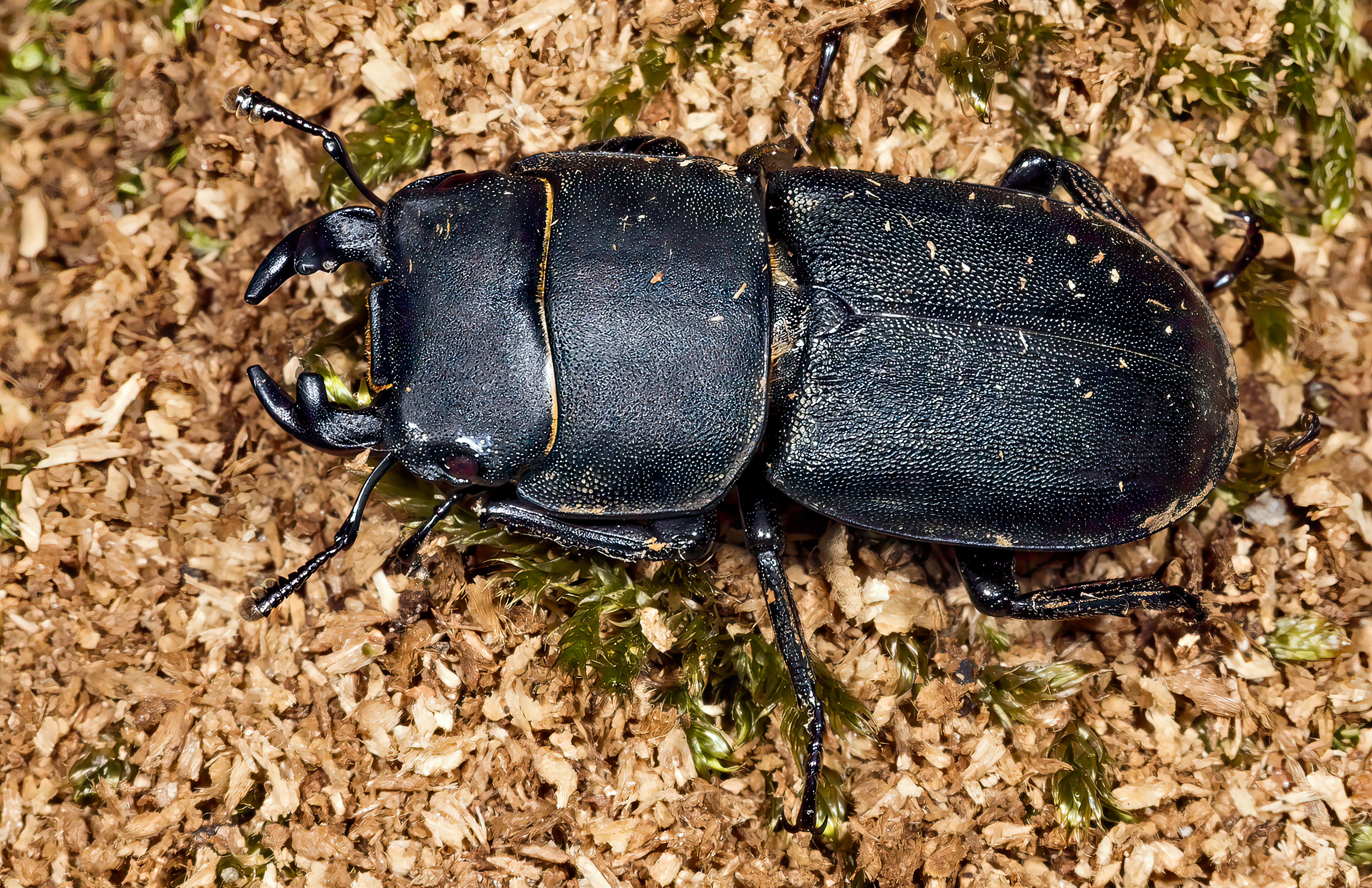
Dorcus parallelipipedus (Linnaeus, 1758) ♂
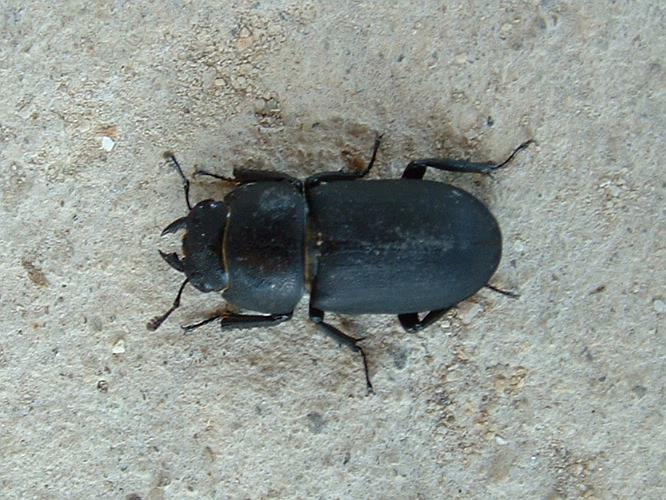
Dorcus parallelipipedus (Linnaeus, 1758) ♀
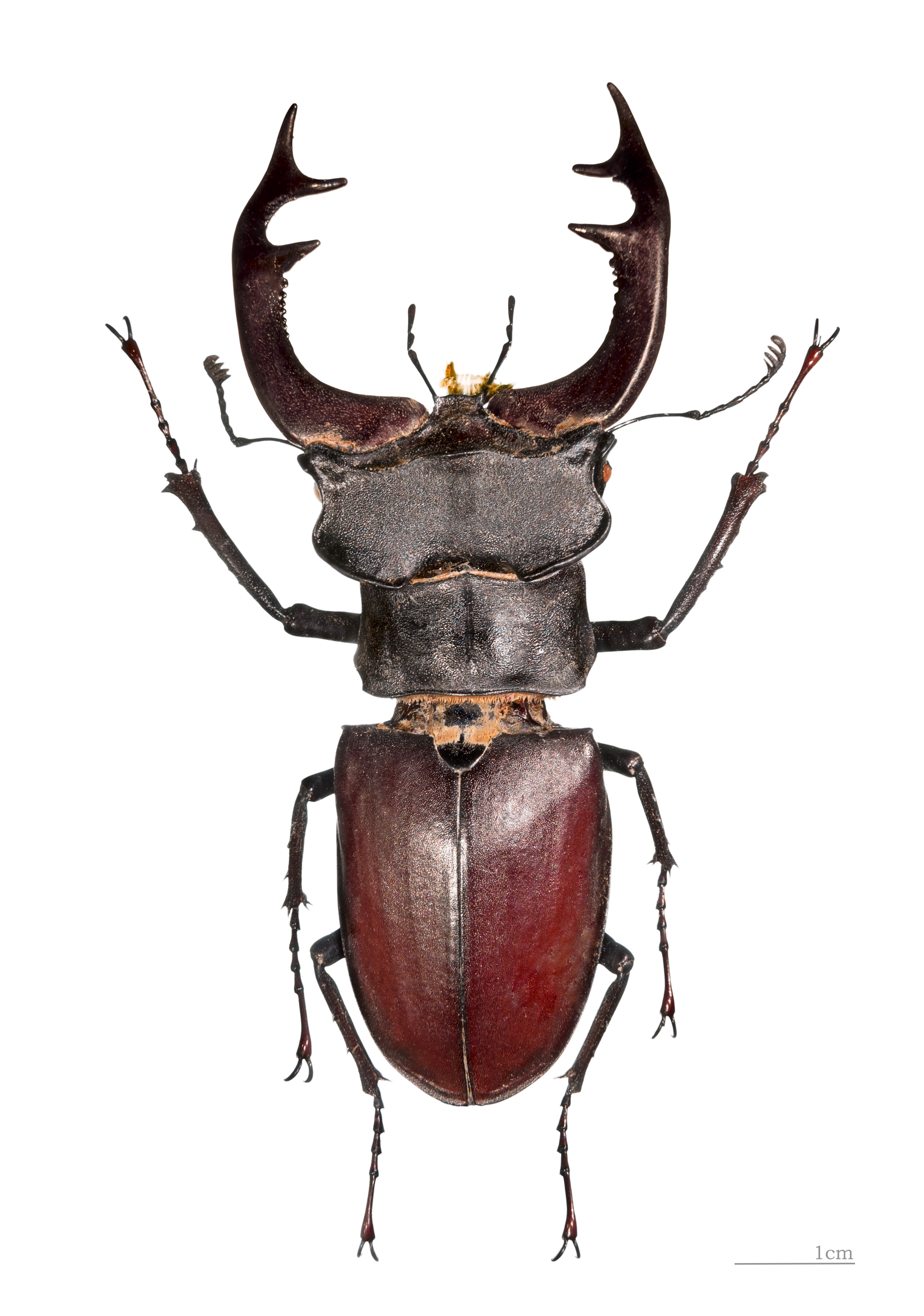
Lucanus cervus (Linnaeus, 1758) ♂ telodonte
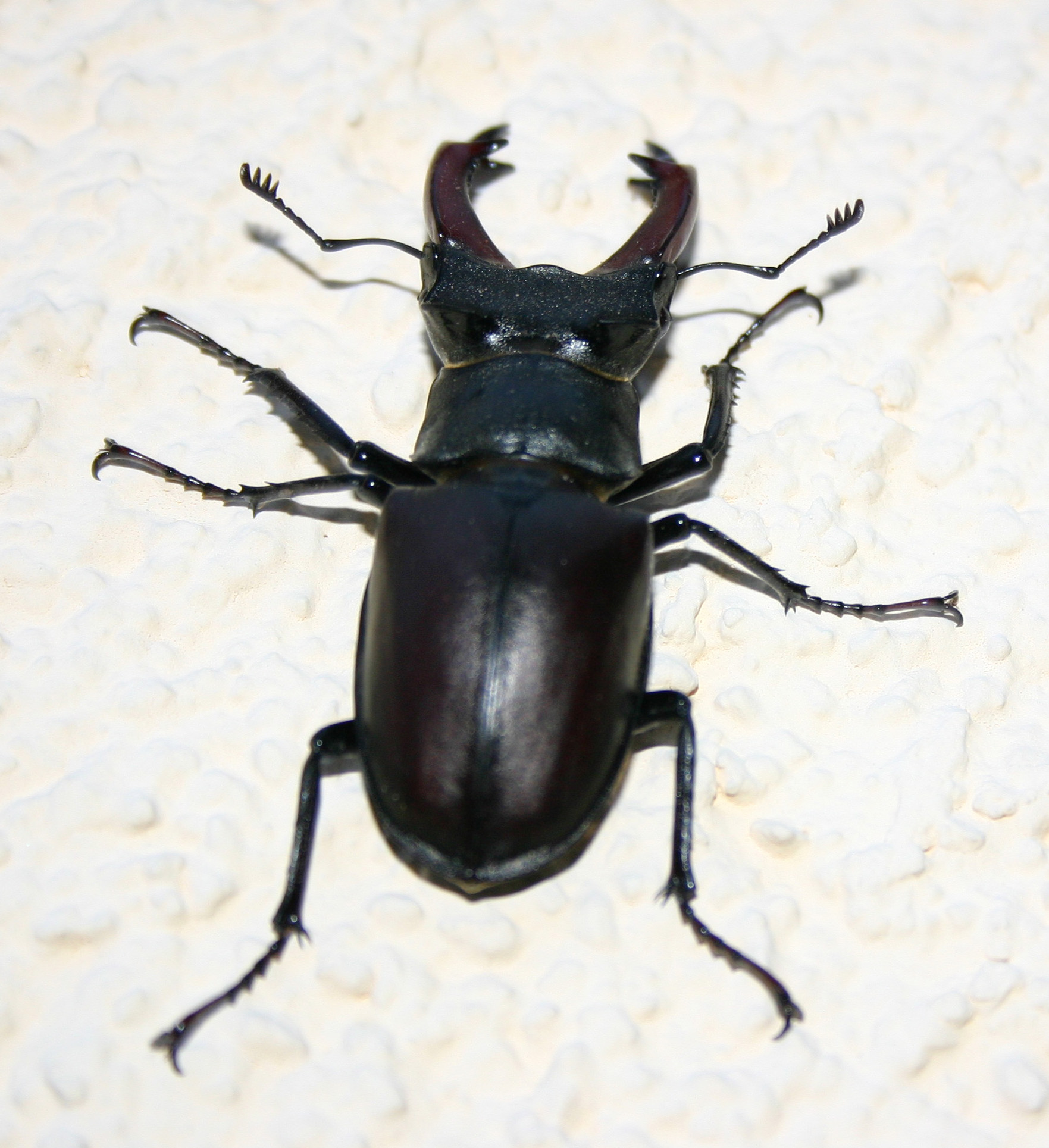
Lucanus cervus (Linnaeus, 1758) ♂ mesodonte
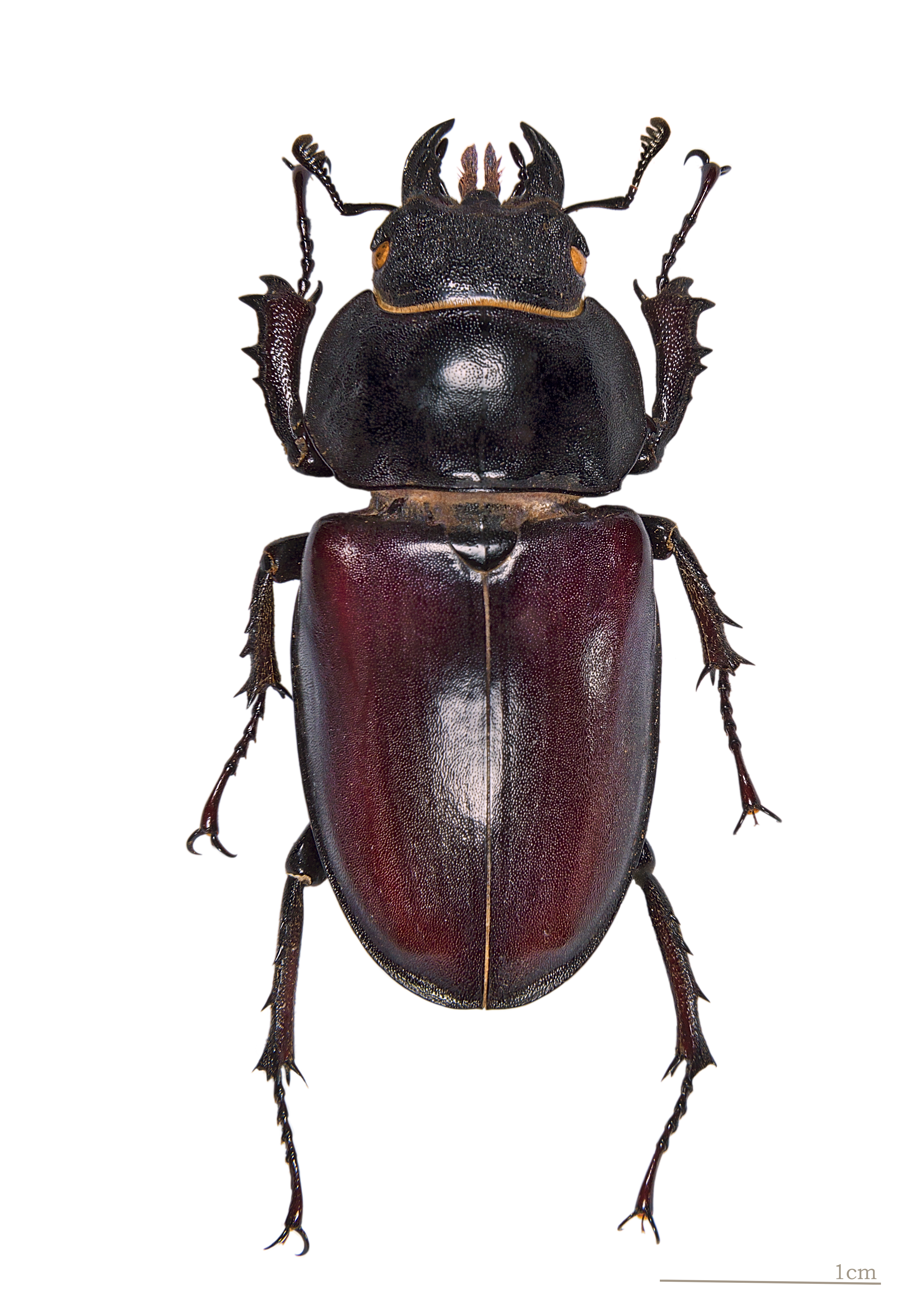
Lucanus cervus (Linnaeus, 1758) ♀